# Centre Pasquart
Le Pasquart est un centre culturel situé à Bienne, en Suisse. Les bâtiments regroupent le « Kunsthaus Biel Centre d'art Bienne (KBCB) », le Photoforum, le Filmpodium Biel/Bienne et Espace Libre.

## La Fondation
La Fondation Collection Centre d’art Pasquart, fondée en 1991, a pour but l'acquisition d’œuvres, principalement basée sur les expositions temporaires du Centre d'art, et la constitution d'une collection déposée au Pasquart. Elle réunit plus de 1 800 œuvres provenant de quelque 130 artistes. Elle comprend notamment un fonds important d’œuvres du peintre et dessinateur Bruno Meier (de), des artistes Heinz-Peter Kohler (de) et Martin Ziegelmüller (de) qui ont offert une grande partie de leurs œuvres graphiques à la Fondation.

## Histoire
En 1990, le CentrePasquArt s’est ouvert dans l’ancien hôpital de la ville.
En 1994, le Photoforum, le Filmpodium, la Société des beaux-arts, la Fondation de la Collection CentrePasquArt, visarte et la ville de Bienne s’associent pour former la Fondation CentrePasquArt.
Grâce au legs important de l’industriel P. A. Poma, la ville de Bienne et le canton de Berne peuvent faire réaliser en 1998-1999 un nouveau bâtiment par les architectes Diener & Diener de Bâle.
Le 1er janvier 2000, le Centre Pasquart a rouvert ses portes.
En 2018, le Centre adhère au fOrum culture, association fédératrice des actrices et acteurs culturels du Jura bernois, du canton du Jura et de Bienne.

## Bâtiments
Le bâtiment du CentrePasquArt s'articule en 3 parties. La première, centrale, est construite en 1866 : c'est le premier hôpital de Bienne.
En 1955, une aile ouest lui est ajoutée; un home pour personnes âgées y est installé, tandis que la partie centrale sert désormais d'école.
De 1998 à 1999, l'ancien hôpital est rénové et on ajoute une nouvelle aile à l'est.
Dès 2008, l'aile ouest est occupée par des ateliers d'artistes.